# Minayä Äkbärova
Minayä Tapdıq qızı Äkbärova (azerbajdzjanska: Minayə Tapdıq qızı Əkbərova), född 19 juli 2001, är en azerisk taekwondoutövare.

## Karriär
Vid EM 2021 i Sofia tog Äkbärova brons i 46 kg-klassen.